# کاپا تلسکوپ
کاپا تلسکوپ یک ستاره است که در صورت فلکی تلسکوپ قرار دارد.